# Beuk (kleding)

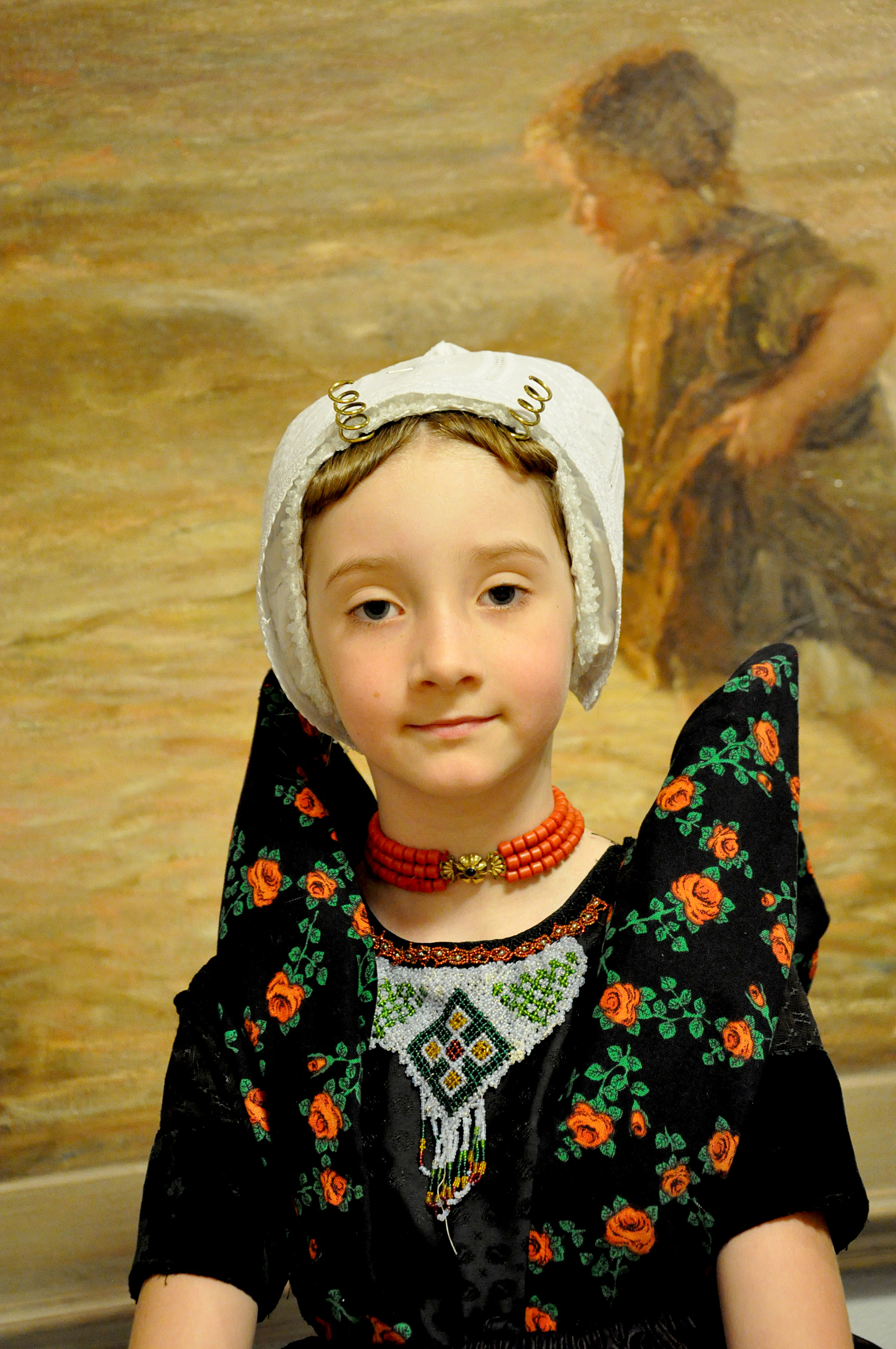
Zwarte beuk versierd met kralen uit Axel (vooraanzicht)

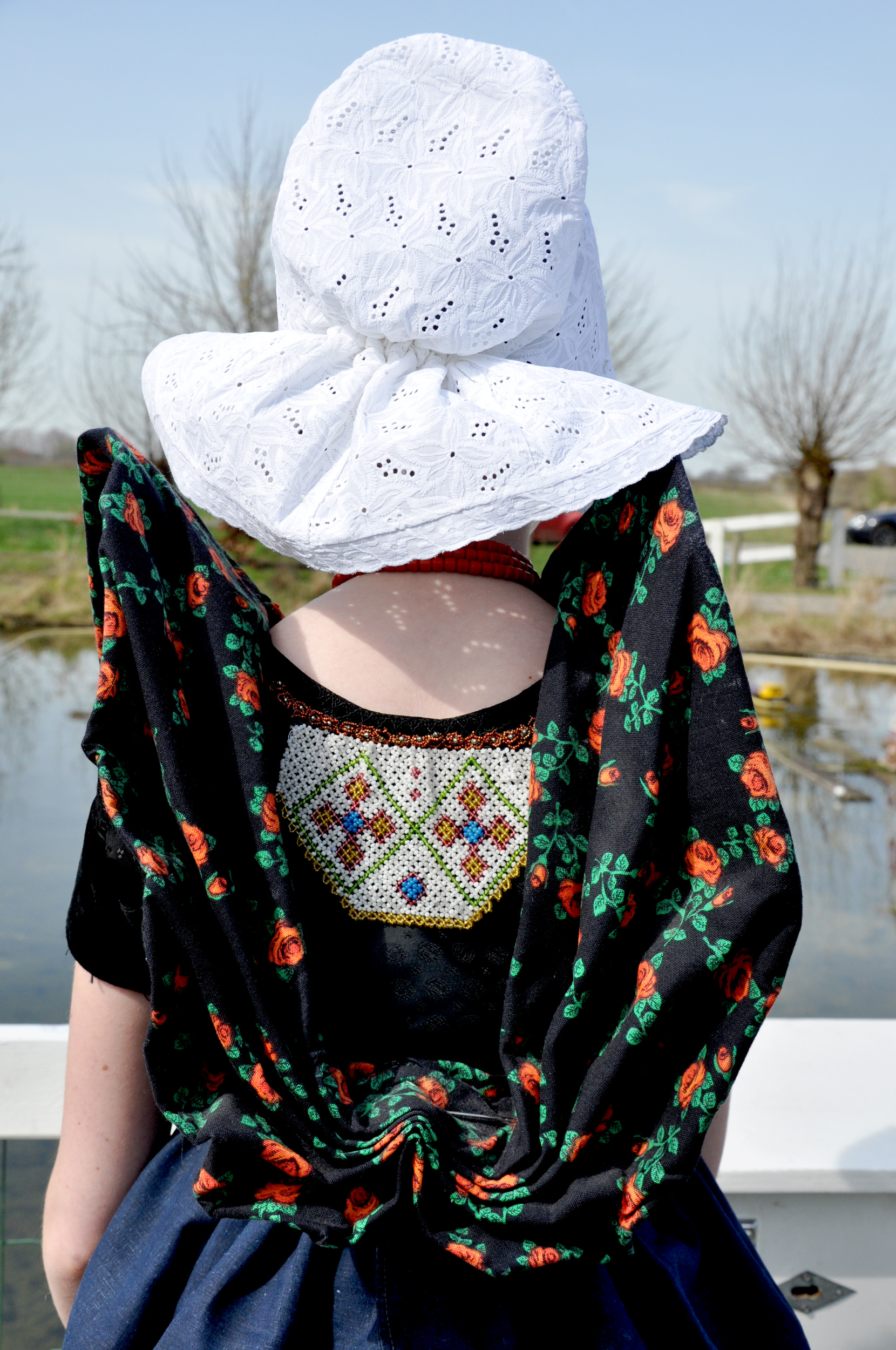
Achterzijde beuk (met kralen)

Een beuk is een onderdeel van de Zeeuwse klederdracht die op het bovenlijf onder de hals gedragen werd/wordt. Elders in Nederland worden vergelijkbare kledingstukken kraplap genoemd.
In Zeeland bestaat de beuk al sinds de zeventiende eeuw uit twee delen, die op een schouder aan elkaar genaaid zijn en op de andere schouder door een haak en oog aan elkaar bevestigd worden. De beuk wordt aan de hemdrok vastgespeld.
Beuken hebben over het algemeen geen felle kleuren, maar zijn doorgaans wit of licht gekleurd. De voorzijde is doorgaans wel versierd, soms met kralen.
Een beuk kan ook wel gemaakt zijn van sits, bedrukte katoen. Op Walcheren werden de beuken versierd met motieven ontleend aan de merklap, met een levensfilosofie. Ook gebruikte men op Walcheren wit-op-wit borduurwerk.